# Жабины Брно
«Жабины Брно» — чешский женский баскетбольный клуб из Брно.

## Титулы
- Чемпионы женской Евролиги 2006 года, серебряные призёры Евролиги (2008, 2005).
- Серебряный призёр Мировой лиги ФИБА: 2005
- Чемпионы Чешской Лиги 14: 1996, 1997, 1998, 1999, 2000, 2001, 2002, 2003, 2004, 2005, 2006, 2007, 2008, 2010

## Интересные факты
- Рекордная победная серия Брно в чемпионате с 7 февраля 1998 до 10 февраля 2007 составила 256 побед подряд.

## Известные игроки
- Делиша Милтон-Джонс
- Мария Степанова